# Acalypta vandykei
Acalypta vandykei är en insektsart som beskrevs av Drake 1928. Acalypta vandykei ingår i släktet Acalypta och familjen nätskinnbaggar. Inga underarter finns listade i Catalogue of Life.